# Thomas Fuchs (homme politique)
Pour les articles homonymes, voir Fuchs et Thomas Fuchs.
Thomas Fuchs, né le 18 juin 1966 à Berne (originaire de Neuenegg), est une personnalité politique suisse, membre de l'Union démocratique du centre.
Il est conseiller national de mai à décembre 2011.

## Biographie
Thomas Fuchs naît le 18 juin 1966 à Berne. Il est originaire de Neuenegg, dans le même canton.
Après sa scolarité, il suit un apprentissage à la Caisse hypothécaire du canton de Berne. Il est ensuite diplômé fédéral en gestion immobilière et suit un stage à New York[réf. nécessaire]. De retour en Suisse, il travaille comme spécialiste du crédit à la Banque cantonale bernoise et au Credit Suisse Group[réf. nécessaire].
Il est colonel dans l'armée suisse.

## Parcours politique
Sur le plan politique, il est élu successivement au conseil communal de la ville de Berne dès 1995, puis au Grand Conseil du canton de Berne en juin 2002. Il préside également la commission des finances de la ville de Berne. En 2002, il est également nommé vice-président, puis président, de la jeunesse cantonale de son parti. 
Candidat malheureux au Conseil national en 2007, il obtient finalement son siège de député le 6 mars 2011 après l'élection d'Adrian Amstutz au Conseil des États. Il est ainsi devenu le premier élu ouvertement gay de l'UDC à siéger au Parlement suisse,. Il n'est cependant pas réélu aux élections d'octobre 2011.
En 2018, après quatre législatures au Grand Conseil du canton de Berne, il n'est pas autorisé par les statuts de son parti à se représenter.
En novembre 2020, il retrouve un siège au conseil communal de la ville de Berne, qu'il quitte en 2023 à cause du « mauvais comportement de la gauche » . Il siège à nouveau au Grand Conseil bernois depuis 2022.

### Parcours associatif
Il préside l'association Pro Libertate et est membre de l'Action pour une Suisse indépendante et neutre.
Il est membre du comité du Bund der Steuerzahler (Fédération des contribuables), un groupe de contribuables. Il est rédacteur au journal Schweizerzeit, au journal BernAktuell dont il est l'un des responsables de rédaction et au journal L'Idée/DIE IDEE. 
Secouriste et depuis 1990, il est président de la section des samaritains de la ville de Berne.
Membre de l'Association suisse des banquiers, il est également le caissier du groupe Gays dans l'UDC.